# Dolichodinera divaricata
Dolichodinera divaricata är en tvåvingeart som beskrevs av Townsend 1935. Dolichodinera divaricata ingår i släktet Dolichodinera och familjen parasitflugor.
Artens utbredningsområde är Guyana. Inga underarter finns listade i Catalogue of Life.